# جوش كوهن
جوش كوهن (بالإنجليزية: Josh Cohen) (18 أغسطس 1992 بماونتن فيو في الولايات المتحدة - ) هو لاعب كرة قدم أمريكي في مركز حراسة المرمى. لعب مع Burlingame Dragons FC ‏ وOrange County SC ‏.

## وصلات خارجية
- جوش كوهن على موقع الاتحاد الأوربي (الإنجليزية)
- جوش كوهن على موقع الدوري الأمريكي (الإنجليزية)
- جوش كوهن على موقع قاعدة بيانات كرة القدم.إي يو (الإنجليزية)
- جوش كوهن على موقع ليكيب (الفرنسية)
- جوش كوهن على موقع Soccerway.com (الإنجليزية)
- جوش كوهن على موقع عالم كرة القدم.نت (الإنجليزية)